# Papiro de Edwin Smith

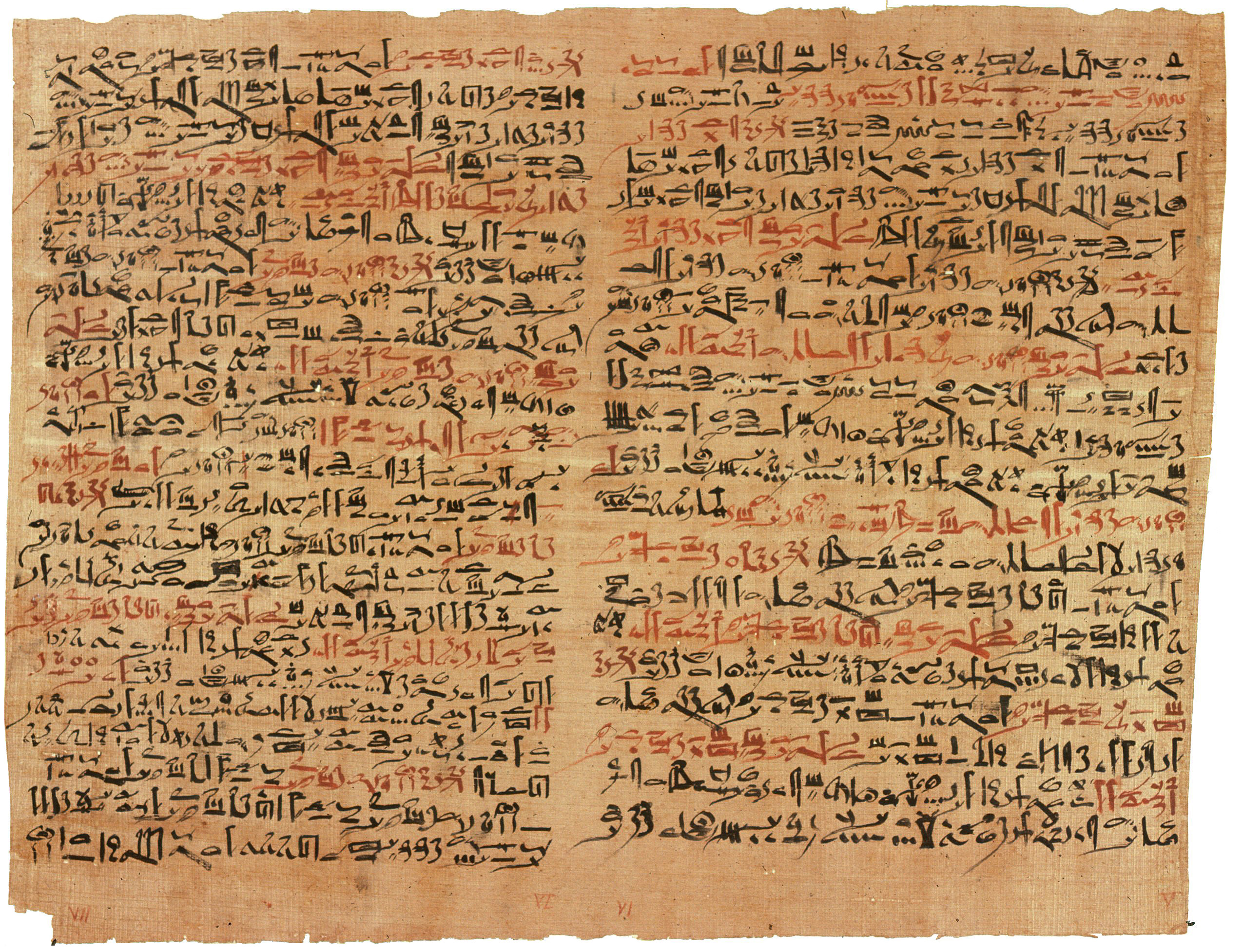
Painéis VI e VII do Papiro Edwin Smith, em exposição na Academia de Medicina de Nova Iorque.

O papiro de Edwin Smith é um texto de medicina da antiguidade egípcia e o mais antigo tratado de cirurgia traumática conhecido na actualidade. Data de cerca de 1700 a.C., entre as dinastias 16 e 17 do segundo período intermédio. Trata-se de uma obra única entre os quatro principais papiros relativos à medicina que se conhece. Enquanto os restantes, como o Papiro Ebers e o Papiro Médico de Londres são textos de medicina baseados sobretudo em magia e superstição, o Papiro de Edwin Smith apresenta uma abordagem racional e científica à medicina praticada no antigo Egipto, na qual ciência e magia não entram em conflito, recorrendo-se a esta última apenas para explicar os casos de doenças misteriosas, como as doenças dos órgãos internos.
O papiro tem 4,68 m de comprimento, dividido em 17 páginas. A frente possui 377 linhas e o verso 92 linhas. À excepção da primeira folha, bastante fragmentada, a quase totalidade do papiro encontra-se praticamente intacta. Está escrito em hierático com tinta vermelha e preta. A quase totalidade do documento refere-se ao trauma e à cirurgia, com breves passagens de ginecologia e cosmética no verso. O verso consiste em oito feitiços mágicos e cinco receitas. Este conteúdo, para além de dois incidentes expostos nos casos 8 e 9, constitui a única excepção à natureza prática e racional deste texto de medicina, e podem ter sido usados apenas como último recurso em casos terminais.
A autoria é ainda alvo de debate, tendo a maioria do documento sido escrita por um único escriba, e apenas secções muito pequenas copiadas por um segundo escriba. O papiro termina abruptamente a meio de uma linha de texto, não havendo qualquer nota explicativa. Pensa-se que o documento será uma cópia de um eventual manuscrito de referência mais antigo, em função da gramática arcaica, terminologia, forma e notas. O texto é atribuído por alguns a Imhotep, arquitecto, alto sacerdote e médico do Império Antigo.